# Larrier Greaux
Larrier Greaux (* 8. April 1979) ist ein ehemaliger Fußballspieler von St. Kitts und Nevis.

## Karriere

### Klub
Er spielte bis zum Saisonende 2006/07 beim Newtown United FC. Weiteres ist nicht bekannt. 

### Nationalmannschaft
Seinen einzigen Einsatz für die Nationalmannschaft erhielt er am 31. März 2004 bei einem Qualifikationsspiel zur Weltmeisterschaft 2006. Bei dem 7:0-Heimsieg gegen die Amerikanischen Jungferninseln wurde er zur 53. Minute beim Stand von 3:0 für Jevon Francis eingewechselt.